# Schallersgrün
Schallersgrün ist ein Gemeindeteil der Gemeinde Weißdorf im Landkreis Hof (Oberfranken, Bayern). Schallersgrün liegt in der Gemarkung Wulmersreuth.

## Geografie
Die Einöde liegt an einem namenlosen rechten Zufluss der Pulschnitz. Ein Anliegerweg führt 500 Meter westlich zur Münchberger Ortsstraße „Am Eibenberg“, die im Gewerbegebiet Ost liegt.

## Geschichte
Von 1797 bis 1810 unterstand Schallersgrün dem Justiz- und Kammeramt Münchberg. Infolge des Ersten Gemeindeedikts wurde Schallersgrün dem 1812 gebildeten Steuerdistrikt Weißdorf und der zugleich entstandenen Ruralgemeinde Weißdorf zugeordnet. Von 1820 bis 1938 gehörte Schallersgrün zur Gemeinde Markersreuth, danach wiederum zu Weißdorf.

### Einwohnerentwicklung
| Jahr      | 001819 | 001861 | 001871 | 001885 | 001900 | 001925 | 001950 | 001961 | 001970 | 001987 |
| Einwohner | *      | 3      | 4      | 5      | 7      | 5      | 5      | 6      | 5      | 1      |
| Häuser    |        |        |        | 1      | 1      | 1      | 1      | 1      |        | 1      |
| Quelle    | [ 8 ]  | [ 9 ]  | [ 10 ] | [ 11 ] | [ 12 ] | [ 13 ] | [ 14 ] | [ 15 ] | [ 16 ] | [ 1 ]  |

## Religion
Schallersgrün ist bis heute nach St. Maria (Weißdorf) gepfarrt und evangelisch-lutherisch geprägt.